# 鹿港天后宮
鹿港天后宮，又稱鹿港媽祖宮、鹿港湄洲媽、舊祖宮，前身為鹿港天妃廟，是臺灣彰化縣鹿港鎮的信仰中心，是臺灣最早唯一奉祀湄洲天后宮天上聖母開基聖母神尊的廟宇，此尊湄洲島天上聖母（開基二媽）是清代福建水師提督施琅將軍迎奉來台，也是世界僅存的湄洲開基天上聖母神尊。鹿港天后宮是臺灣歷史悠久的知名廟宇之一，創建於明末清初，迄今已逾三百多年，目前由中華民國文化部評定為國定古蹟。
雍正三年（1725年）前述媽祖宮在施琅未入台前，即已有小廟。康熙二十二年（1683年）靖海將軍施琅攻台時，其部將興化鎮總兵吳英、海壇鎮總兵林賢、水師提標隨征都督陳蟒、魏明、水師提標右營遊擊藍理、海壇鎮標中營遊擊許英等攜帶聖母神像來台以求平安，施琅亦自湄洲嶼請湄洲媽來台。當施琅於翌年班師之際，其族姪施世榜請留神像在鹿港，以供士民參拜、許之，於是各地信徒不辭路途遙遠，來廟參拜者日益增加，香火隨之鼎盛。雍正三年（1725年）由於廟地狹隘卑溼，不敷使用，施世榜乃獻地，由諸信徒捐貲蓋廟，後改為磚造，廟門正對湄洲天后祖祠，故亦稱鹿港天后宮。施世榜因建廟有功，配享於鹿港天后宮右廂的「施耀德堂」，其旁另有供奉「大總理六品軍功官章萬春王公長生祿位」及長性師、妙來師、妙江師、普琴師、淨芳師等歷代諸僧師的蓮座。

## 歷史

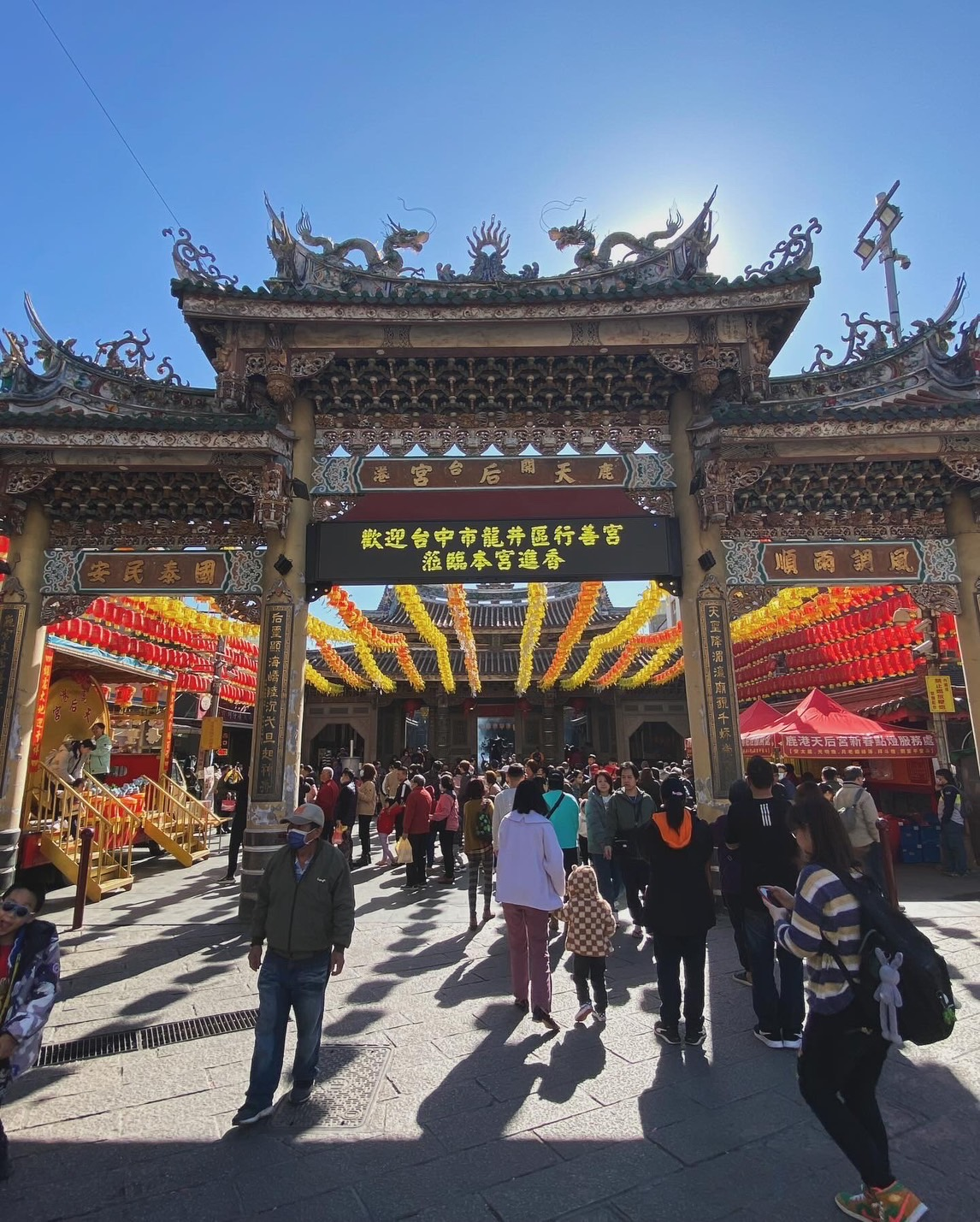
鹿港天后宮牌樓

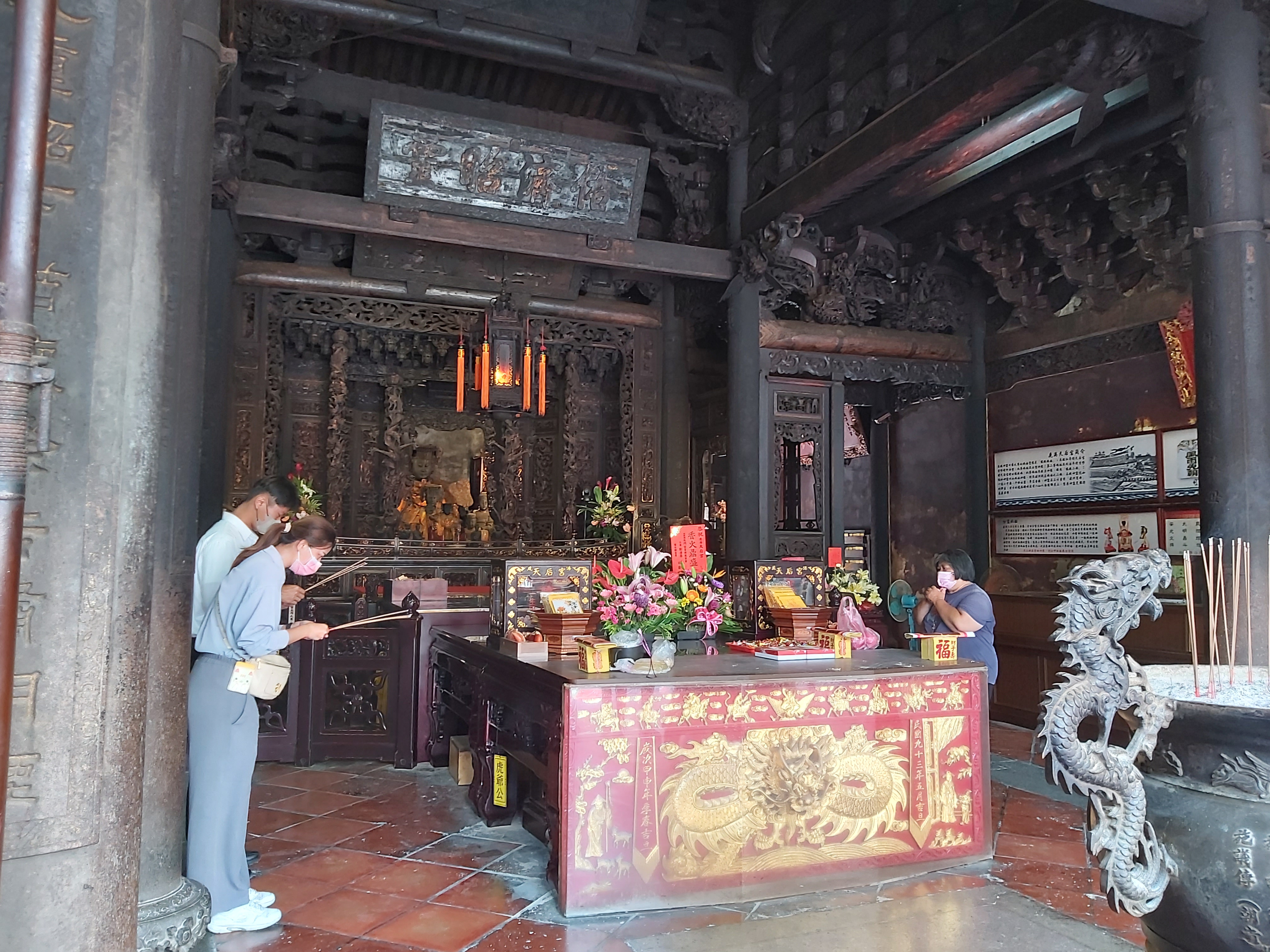
鹿港天后宮正殿

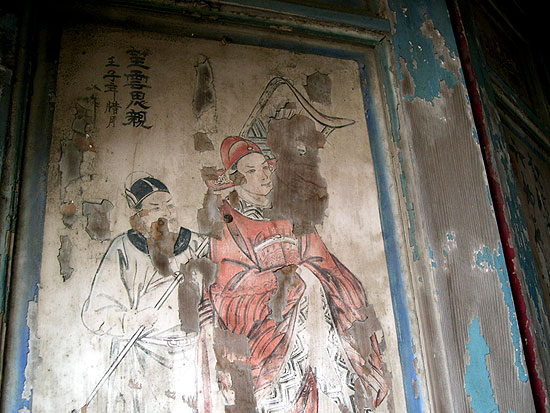
鹿港天后宮中歷史悠久的壁畫

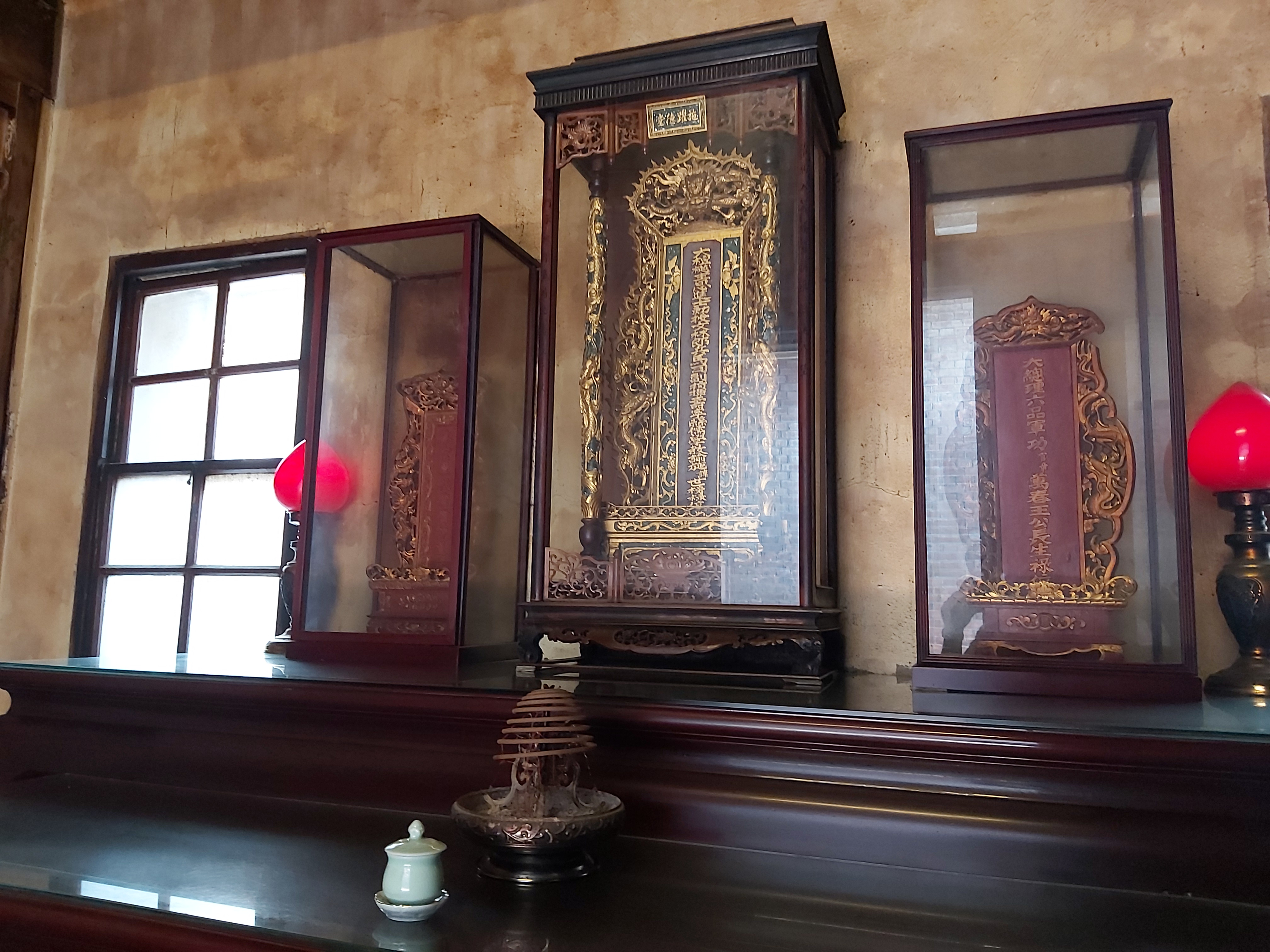
鹿港天后宮祿位公廳供奉的施世榜（中）、王萬春（右）及歷代僧師之蓮位

- 1591年[來源請求]（明萬曆十九年），鹿港與中國大陸沿海城鎮之間的貿易往來已經相當的頻繁，當地民眾為求商船往返海上平安，故集資建造鹿港天妃廟（亦稱「北頭聖母廟」）供奉天上聖母，其遺址在現址北側三條巷（古地名「船仔頭」）。
- 1683年（清康熙二十二年），施琅將軍平臺時幕僚藍理恭請湄洲開基媽祖神像，護軍渡海，為感念媽祖神靈顯赫，恩被黎庶，而懇留聖像於本宮崇祀，為臺灣供奉「湄洲開基祖廟」的天上聖母媽祖。
- 1709年（康熙四十八年），士紳施世榜開築之施厝圳（後稱八堡圳），歷經十年竣工，該圳開發完成後，吸引大批移民進入彰化平原開墾，鹿港遂成為移民重鎮。
- 1725年（雍正三年），由施世榜獻地，將媽祖廟遷建至今日現址。地方人士為感念施世榜的善舉，於天后宮右廂廊內供奉其長生祿位。
- 1814年（嘉慶十九年），天后宮年久廟宇傾頹失修，由泉郊、廈郊、南郊、糖郊、油郊、郊、布郊、染郊八種商業（即今日之進出口商業工會）的商賈共同出資整修。
- 1815年（嘉慶二十年三月），天后宮完成重修事宜，廟內有一座「重修鹿溪聖母宮」碑記，為天后宮珍貴史料記載。
- 1824年（道光四年），廈門商人陳瑞芬曾從鹿港天后宮恭迎開基祖媽（大媽）至埔里社堡供奉（現今在台灣南投縣埔里鎮恒吉宮）。
- 1869年（同治八年），廳憲孫壽銘及進士蔡德芳提議整修，從商紳和船戶集資，於1870年（清同治九年）動工，1875年（清同治十三年）結束。
- 1923年，由辜顯榮提議修建，花費十四年大修廟內。
- 1926年（昭和元年），成立「鹿港天后宮改築總代」，由辜顯榮、陳懷澄、陳培堯、郭振英、黃禮永、蔡敦波、王舜年、黃則騫等為首，共九十六位地方人士組成。此次的改築經費先由辜顯榮出資三萬元、泉合利出資三千元及各界捐資重修。
- 1927年（昭和二年），天后宮由正殿開始重修，正殿神像暫時移至三川殿。同時期的鹿港龍山寺，後殿的觀音神像遭祝融，重塑的觀音神像暫供奉於護龍。故鹿港有一句俚諺：「龍山寺觀音媽企護龍，媽祖企拜亭」（臺灣話）的源由。1936年竣工，建立了今日天后宮的規模[1]。
- 1959年，媽祖一千週年聖誕，後殿（凌霄寶殿）重建組織重建委員會。
- 1960年，五月十三日，凌霄寶殿開工。
- 1974年，增建廟前廣場上的大牌坊，左右龍鳳闕和供香客休息的四層大樓（聖恩大樓）。
- 1990年，廟方在後殿一樓，成立媽祖文物館，將廟內歷史悠久的文物透過學者研究整理後展出。
- 1994年，新建香客大樓，共有十層。並於1998年啟用，目前5到10樓是供香客居住的房間，底下樓層則是劇場（薪傳劇場）。
- 2006年，連續三年由天后宮組團前往湄洲祖廟進香。2008年，在睽違191年後，於9月4日圓滿恭請湄洲媽祖金身再次踏上湄洲祖廟。
- 2006年，新建環保金爐並同年啟用。
- 2007年，獲交通部觀光局評選為台灣十大景點，也是廟宇首次進入，可見鹿港天后宮在宗教及觀光的發展盛況。
- 2007年，於11月1日受邀參與莆田湄洲祖廟所舉行『天下媽祖回娘家』活動，在全世界20幾個國家或地區，300多尊媽祖共同參與祭典，鹿港天后宮媽祖崇高神尊位階而榮登『首座』。也再次證明鹿港天后宮開基媽祖的崇高地位，受到肯定及讚許。
- 2009年，在福建莆田舉行兩岸湄洲媽祖金身巡安遶境活動，湄洲祖廟媽祖金身及台灣鹿港天后宮湄洲媽祖金身遶境興化，祈兩岸和平並賀（媽祖信俗）成功申報世界人類非物質文化遺產。
- 2010年，在江蘇昆山，由台商所出資重建，仿鹿港天后宮之建築格局的昆山慧聚天后宮，於9月15日由本宮分靈媽祖前往昆山安座，分靈活動盛大，分靈盛事別具意義。
- 2012年，由本宮帶領鹿港鄉親1000多名參與第一屆在中正紀念堂台灣燈會，至今已然22年頭，交通部主辨第二十三屆台灣燈會特感念媽祖恩澤，以鹿港為主會場，特設一主燈區於本宮，感念媽祖慈悲神靈的精神。
- 2013年，海南省及中華媽祖文化交流協會邀請，以本宮為首召集全省共22間宮廟，參與兩岸媽祖佑南彊活動，將媽祖信仰推播至海南，宏揚聖母聖德、慈悲為懷的心。
- 2014年，旗山天后宮湄洲媽祖相隔百餘年，在數千位信眾護駕下，回到本宮謁祖進香。
- 2014年，兩岸媽祖聖事，正逢鹿港媽祖分靈昆山慧聚天后宮三週年，台商啟動媽祖回娘家，6月28日跨海回祖廟謁祖進香。
- 2015年，第二屆兩岸媽祖巡安遶境由湄洲祖廟及鹿港天后宮共同主辦，在媽祖飛昇日於湄洲島盛大舉行，巡安湄洲島嶼。
- 2015年12月26日—12月27日，本宮與朴子配天宮聯合舉辦「海天聖會 鹿樸馨香」祈安賜福遶境。26日於朴子市區遶境駐駕朴子配天宮；27日，朴子配天宮起駕驅車往溪湖糖廠下馬，再徒步回本宮安座。
- 2016年元旦，為答謝眾諸神聖恩，海天聖會圓滿成功，恭宴媽祖，由本宮沿中山路擺出2000多桌；擠爆鹿港市區。展現信眾對鹿港媽祖的虔誠信念。
- 2016年4月1日，本宮在日治時代失去的廣場外土地，在委員會10年的努力下，得以回歸至天后宮。
- 2019年，連續十四年榮獲中華民國行政院獎及內政部獎為公益慈善宗教團體。
- 2019年10月1日，再次升格為「國定古蹟」。

## 湄洲開基媽祖

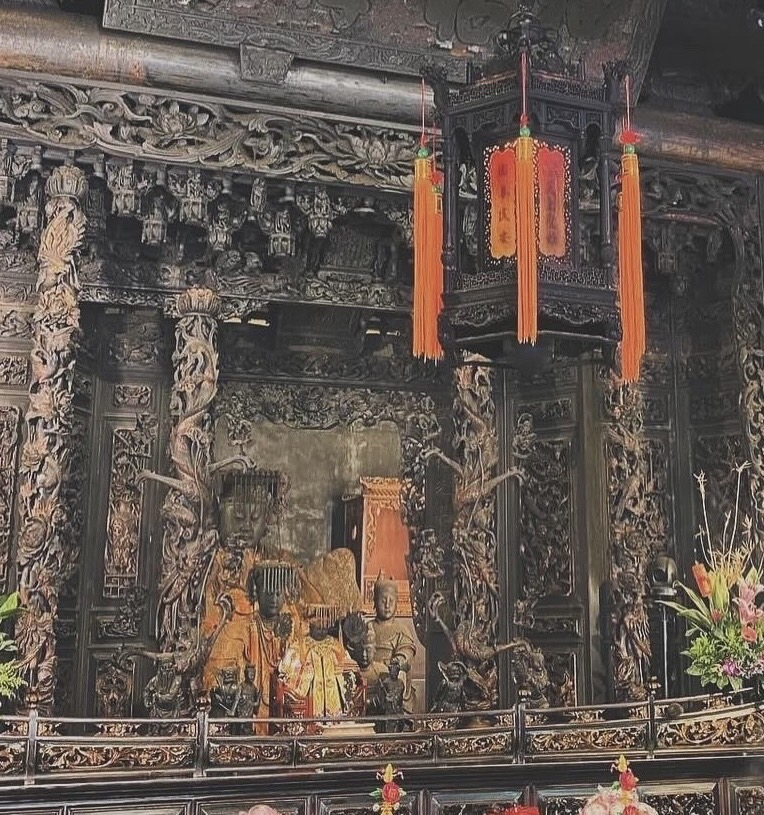
鹿港天后宮湄洲媽祖神像

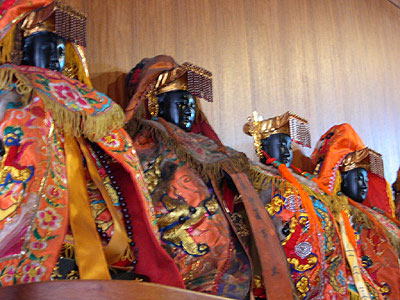
鹿港天后宮中待分靈廟奉迎的媽祖神像

福建湄洲開基媽祖原有六尊，分別在福建湄洲、浙江寧波、馬來西亞马六甲、臺灣鹿港，後來因文化大革命等種種因素後，目前世界上僅存鹿港一尊，可說極為珍貴。
鹿港的湄洲開基媽祖為施琅將軍在清康熙二十二年（1683年）奉請護軍帶到台灣，後來其族弟施啟秉、族姪施世榜（彰化縣八堡圳的創建人）懇留在鹿港奉祀供信徒膜拜。由於長年累月受香煙所薰而成黑面，因此又被稱為黑面媽。
由此宮分靈出去的有、土庫順天宮、芬園寶藏寺媽祖殿、旗山天后宮、溪湖福安宮、大肚永和宮、台西安海宮、埔里恒吉宮、枋橋頭天門宮、北斗奠安宮、員林福寧宮、溪洲后天宮、新店后儀宮、基隆后天宮、板橋天后宮、中崙慈賢宮、王功寮天瑤宮、布袋龍天宮、埔心東天宮、員林圳安宮、彰濱天后宮、虎尾福安宮，以及位於江蘇昆山市慧聚天后宮、日本长崎县平戶市、澳洲墨爾本、美國科羅拉多州、馬來西亞等共兩千多座廟宇，信徒遍佈於全球各角落，前往來朝拜的香客絡繹不絕，每逢媽祖聖誕農曆一月至三月進香旺季，更是人潮洶湧、熱鬧非凡。
同安寮十二庄因乾旱而請鹿港媽祖到庄頭遶境，祈求天降甘霖，沒想到遶境完後竟天降甘霖。所以每年將近媽祖聖誕時，請鹿港天后宮進香媽、鹿港新祖宮同安媽到庄頭遶境。當時只有十二個庄頭，到現在已經有十五個庄頭，但名字依舊是同安寮十二庄。近幾年，彰化縣把同安寮十二庄請媽祖遶境列為無形文化資產。

## 歷史文物
有清朝皇帝的御筆匾額，文武官員的獻匾，古代碑記及鹿港天后宮昔日往湄洲祖廟謁祖照片和祖廟贈與給鹿港天后宮的大靈符、聖母寶璽均是台灣絕無僅有之文物。此外，民初時雕製的精緻鳳輦、全副儀仗等，數量之多，難以枚舉。自從湄洲祖廟毀於文化大革命後，奉祀於鹿港天后宮之湄洲開基聖母寶像及有關湄洲等民俗文化器物共6千餘件，成為碩果僅存的歷史瑰寶，更受到廣大媽祖信徒的重視。
登錄文物：

- 鹿港天后宮胡人負重燭台一對。[4]
- 鹿港天后宮鳳輦。[5]

## 圖片集

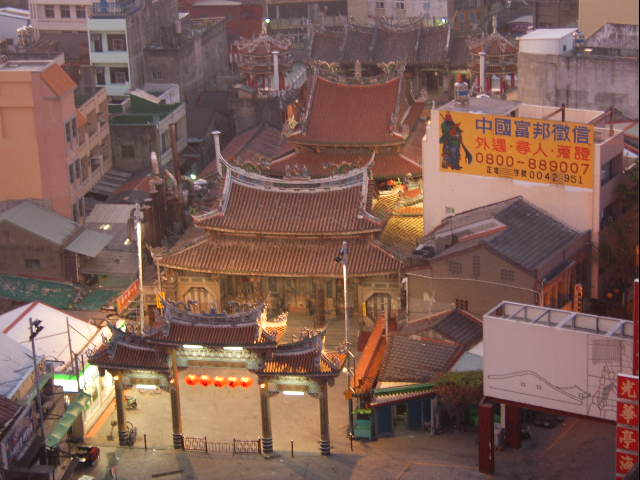
遠眺鹿港天后宮
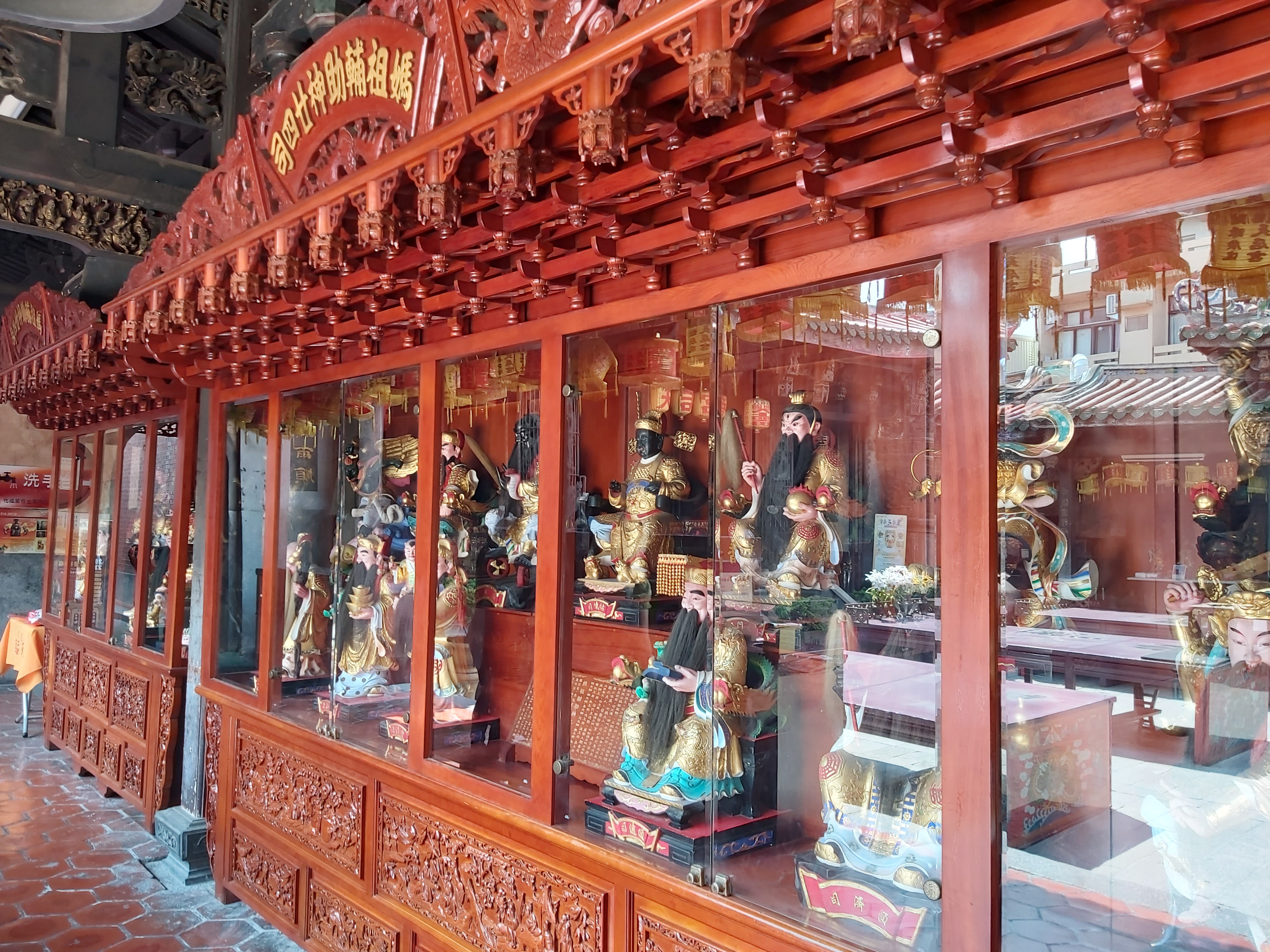
鹿港天后宮左右廊道奉祀媽祖輔助神二十四司神像
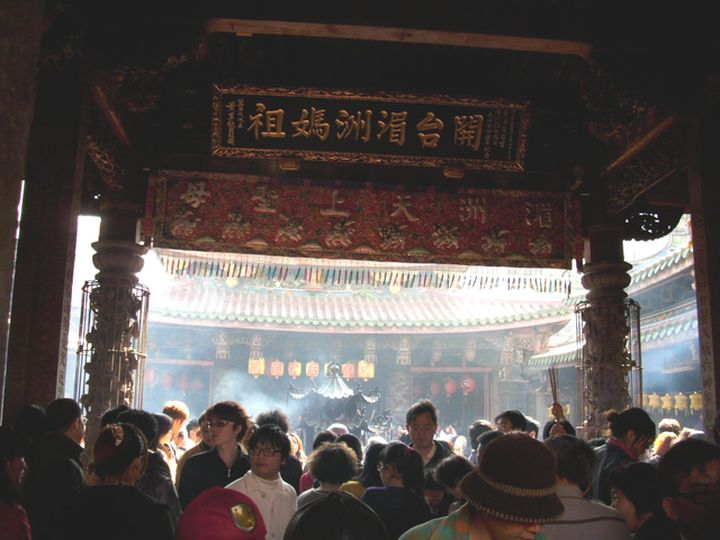
鹿港天后宮內部香火鼎盛一景
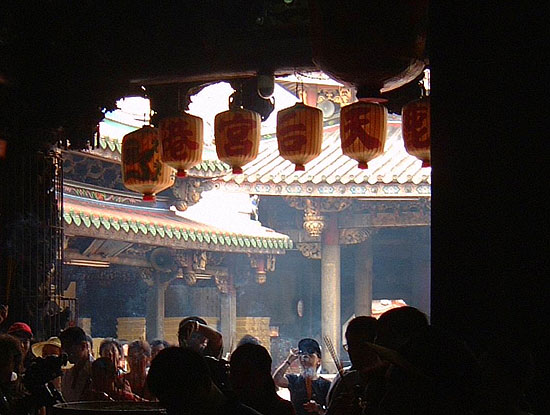
鹿港天后宮內部香火鼎盛二景
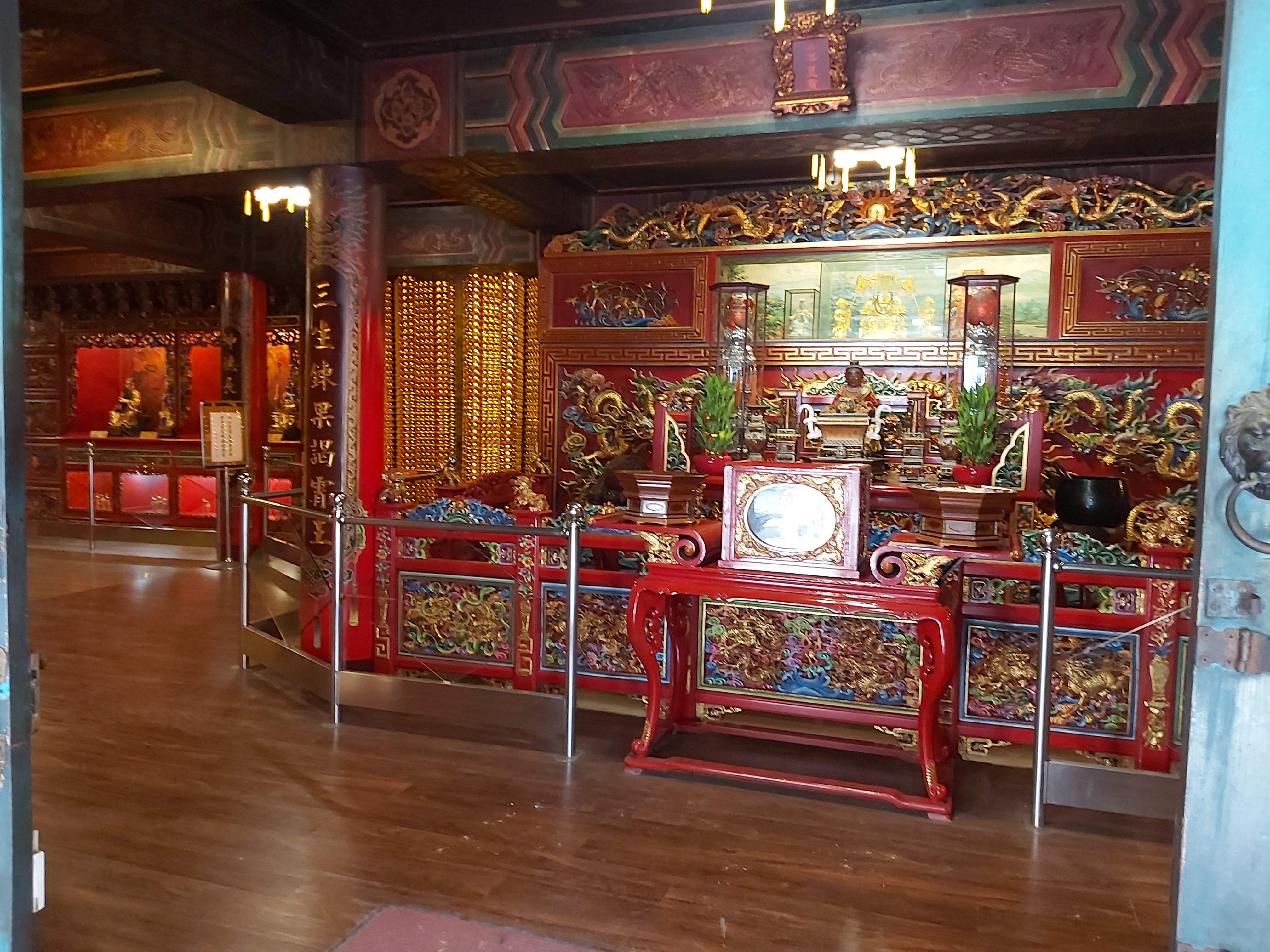
鹿港天后宮後殿
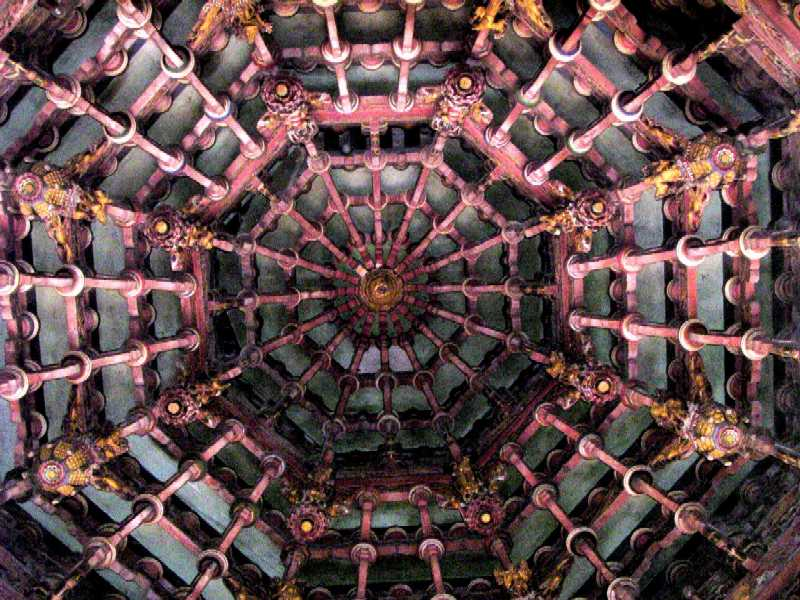
鹿港天后宮的八卦藻井
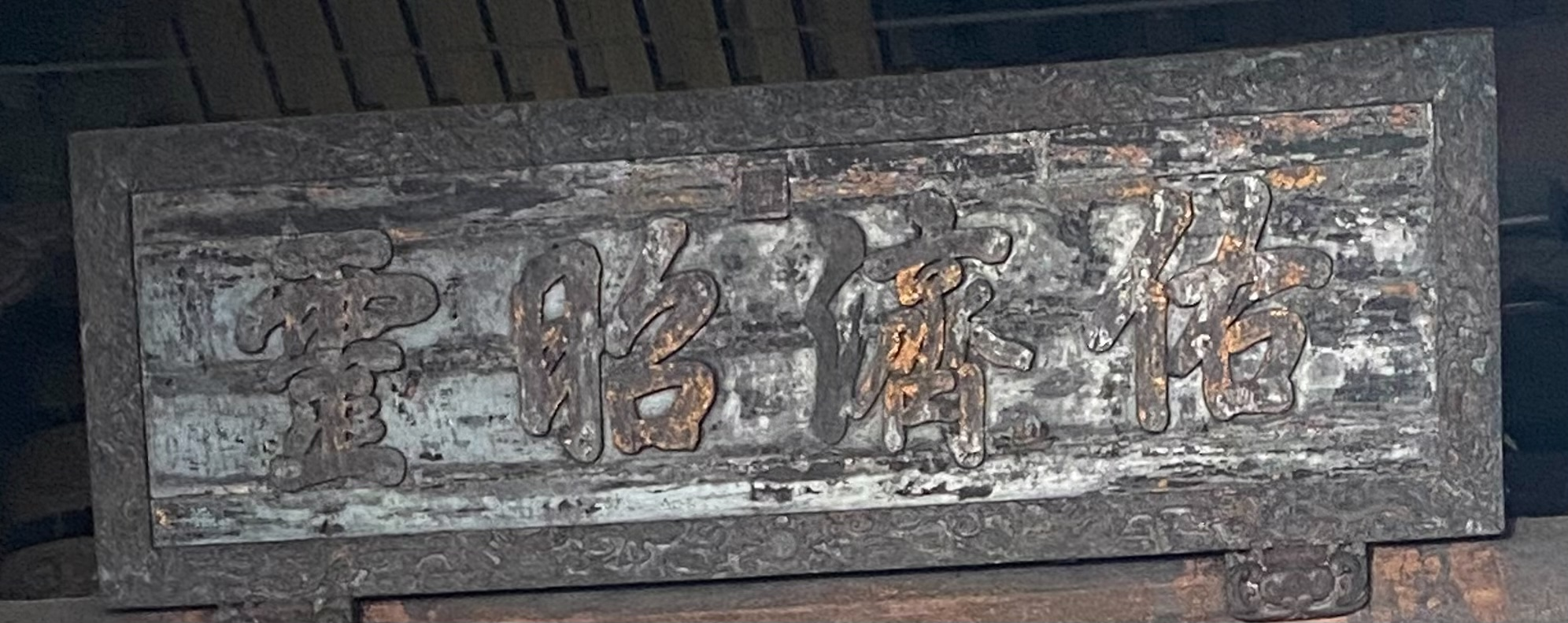
佑濟昭靈匾